# 奥利韦杜什
奥利韦杜什是巴西帕拉伊巴州的一个市镇。总面积317.9平方公里，总人口3489人，人口密度11人/平方公里。